# Kohandel
Kohandel är en mer vardaglig benämning på att köpslå, vilket innebär att de inblandade parterna har ett kompromissbetonat samarbete. Uttrycket har inlånats från tyskans Kuhhandel.
Kohandeln kallas uppgörelsen i Sverige den 27 maj 1933 mellan Sveriges socialdemokratiska arbetareparti och Bondeförbundet om den ekonomiska politiken.
I mitten av 1930-talet hade en politisk-satirisk operett med titeln Der Kuhhandel (A Kingdom for a Cow) premiär i London. Trots goda recensioner blev den ingen större publikframgång utan föreställningen lades ned efter två veckor.